# Oroya borchersii
Oroya borchersii là một loài thực vật có hoa trong họ Cactaceae. Loài này được (Boed.) Backeb. mô tả khoa học đầu tiên năm 1958.

## Hình ảnh

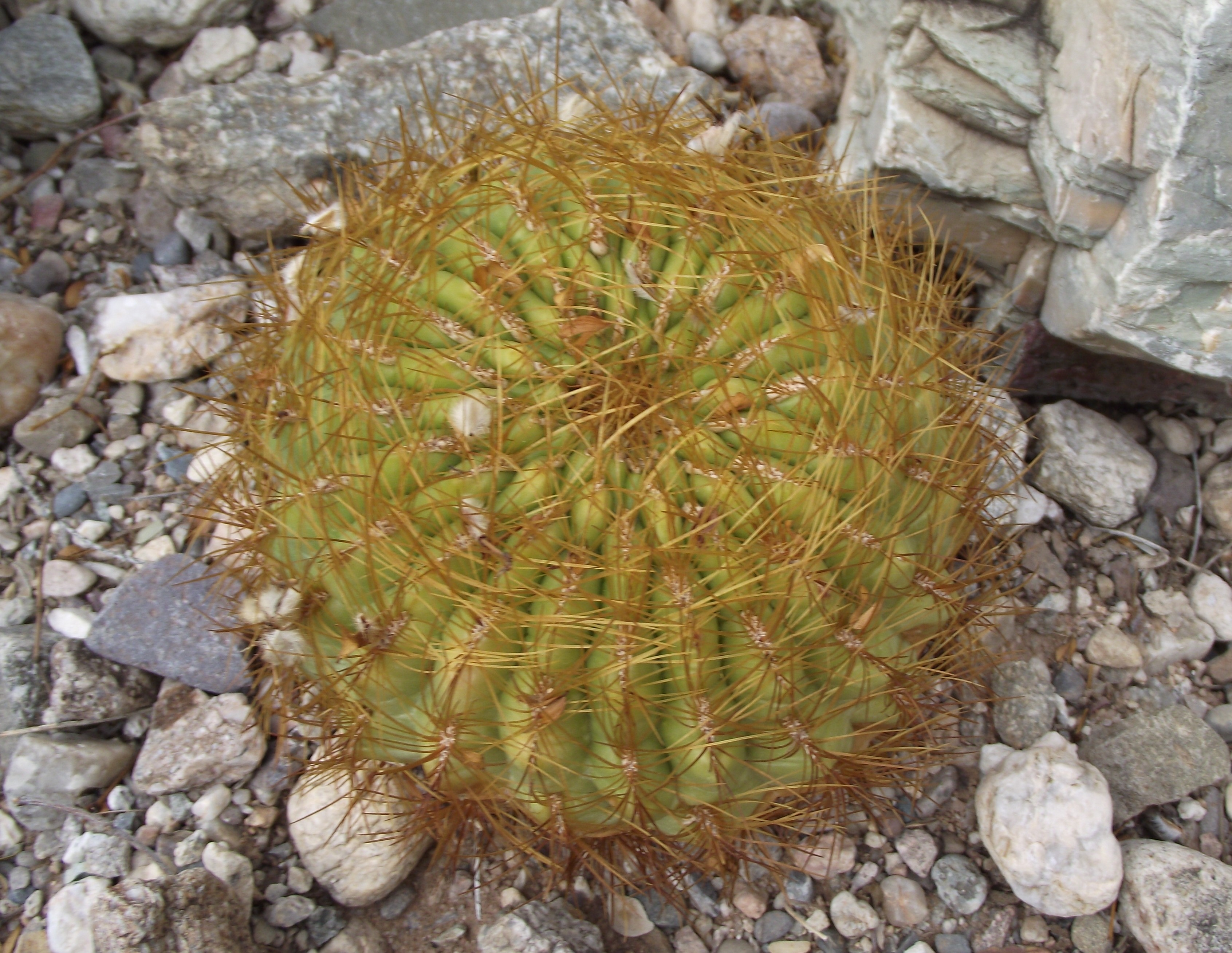